# Nicolas Guillou
Nicolas Guillou (* 13. August 1975 in Vannes) ist ein französischer Jurist und Richter am Internationalen Strafgerichtshof.

## Leben und Wirken
Guillou studierte Rechtswissenschaften an der Universität Paris 1, wo er seine Studien 1999 mit dem Erwerb des Diplôme d’études approfondies in Strafrecht und Kriminalpolitik in Europa abschloss. 2001 erwarb er an der École nationale de la magistrature die Qualifikation für den französischen Justizdienst. 2003 trat er in den französischen Justizdienst ein und wurde zunächst als Ermittlungsrichter am Gerichtshof von Meaux eingesetzt. 2006 wechselte Guillou an das französische Justizministerium, wo er als Rechtsberater für Internationales Recht und für Strafrechtsgesetzgebung tätig war. Von 2012 bis 2015 arbeitete er als Justizattaché an der französischen Botschaft in Washington D.C. Anschließend wechselte er als Kabinettschef des Präsidenten an das Sondertribunal für den Libanon. 2019 wurde er Richter bei den Kosovo Specialist Chambers und befasste sich mit Verbrechen gegen die Menschlichkeit, die im Kosovokrieg begangen worden sein sollen.
Im Dezember 2023 wurde Guilou zum Richter am Internationalen Strafgerichtshof gewählt. Er trat seine voraussichtlich neunjährige Amtszeit am 11. März 2024 an. 